# Architettura e felicità
Architettura e felicità (The Architecture of Happiness) è un saggio del 2006 scritto da Alain de Botton, sul tema del rapporto tra l'ambiente in cui viviamo e il nostro benessere, tra la bellezza degli edifici e la felicità dei loro abitanti.
Il libro è diviso in sei capitoli, tutti corredati di ampio apparato iconografico:
1. Il significato dell'architettura (The Significance of Architecture)
2. In che stile dobbiamo costruire? (In What Style Shall We Build?)
3. Edifici che parlano (Talking Buildings)
4. Ideali di casa (Ideals of Home)
5. Le virtù degli edifici (The Virtues of Buildings)
6. La promessa di un campo (The Promise of a Field)

Il canale televisivo britannico Channel 4 ne ha tratto una miniserie in tre episodi intitolata The Perfect Home (2006).

## Edizioni
- Alain de Botton, Architettura e felicità, traduzione di Stefano Beretta, collana Biblioteca della Fenice, Guanda, 2006,  p. 279, ISBN 88-8246-970-0.